# 杨大眼

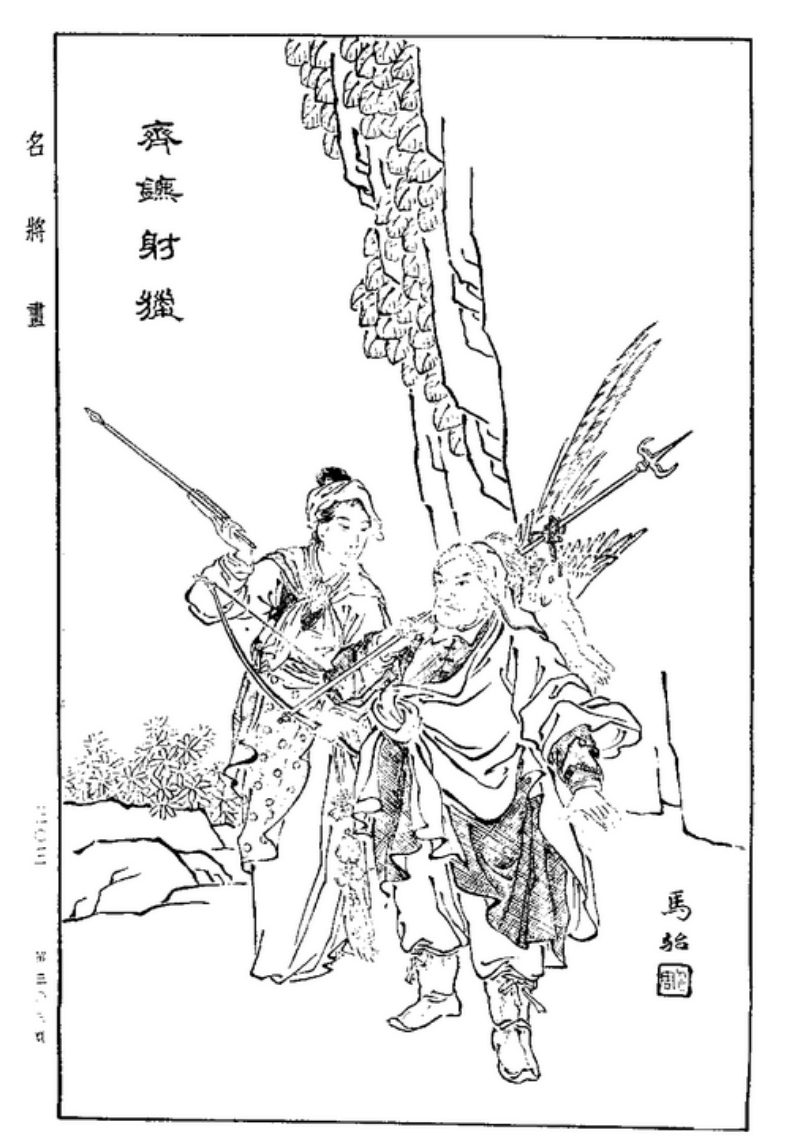
杨大眼

杨大眼（5世紀－518年），武都（今属甘肃）人，仇池首领杨难当之孙，北魏时期名将。

## 生於逆境
少年即有膽識力氣，跳躍行走如飛。然為偏房所生，不被其宗族親人所注目重視，經常有饑寒交迫之苦。北魏太和中期，其父奉命到北魏朝廷作官，遂舉家遷居北魏都城洛陽。

## 毛遂自薦
當時正值北魏孝文帝準備南伐，命令尚書李沖負責選拔將官，楊大眼前往求职，李沖予以拒絕。楊大眼說：“尚書不瞭解我，讓我显示一种技能。”杨大眼便拿出三丈長的繩子繫在髮髻上奔走，繩子被扯得直如箭矢，馬匹都趕不上他的速度，看到的人無不驚歎。李沖說：「自一千年以来，没有像这样的超群人才。」於是任命杨大眼為軍主。楊大眼環顧同僚們說：「我现在好比是蛟龍得水之时，就此一舉使得我以後再難與諸君處同一行列了。」沒多久，杨大眼升遷為統軍，跟隨魏孝文帝征討于宛、葉、穰、鄧、九江、鐘離之間，所經歷的戰鬥，無不勇冠六軍。魏宣武帝初年，裴叔業以壽春（今安徽壽縣）歸降北魏，楊大眼與奚康生等率軍馬先入壽春接管，因此功被朝廷封為安戎县開國子，食邑三百戶。升任直閣將軍，很快又加輔國將軍、游擊將軍。之後，出任征虜將軍、東荊州刺史。適逢蠻人首領樊秀安等起兵反抗北魏，宣武帝詔令楊大眼為別將，隸屬都督李崇，討平。

## 戰功赫赫
南梁梁武帝遣前江州刺史王茂先率軍數萬人，進攻北魏荊州（今河南鄧州東南），同時挑唆引誘北魏邊民及各蠻族別建宛州，以替代北魏建立的荊州。接著，派遣南梁宛州刺史雷豹狼、軍主曹仲宗等領眾二萬，偷據北魏河南城（今河南新野東北）。北魏宣武帝以楊大眼為武衛將軍、假平南將軍、持節，都督統軍曹敬、邴虯、樊魯等諸軍抗擊，大敗王茂先，斬南梁輔國將軍王花和龍驤將軍申天化，南梁軍傷亡七千餘人。梁武帝又遣張惠紹總率眾軍進抵宿豫（今江蘇宿遷東南），北魏宣武帝假楊大眼為平東將軍，與都督邢巒討破。遂乘勝追擊，與中山王元英同圍鍾離（今安徽懷遠南）。507年的鍾離之戰北魏軍戰敗，統軍劉神符、公孫祉兩軍夜中爭橋奔退，楊大眼不能制止，楊大眼貶為營州士兵。

## 再次啟用
永平中期（510年前後），宣武帝思念楊大眼的功勞，起用為試守中山內史。當時高肇征討蜀地，宣武帝考慮梁武帝侵犯徐州、揚州，便徵召楊大眼為太尉長史、持節、假平南將軍、征東別將，隸屬都督元遙，在淮水、肥水那裡阻擋梁武帝攻勢。楊大眼到了京師，當時人們思念他的雄氣勇力，高興他又被起用，台省閭巷之中，觀者如市。515年初楊大眼領軍駐紮譙州南面，宣武帝恰在此時駕崩。這時梁武帝派遣將領康絢在浮山築堤阻擋淮水，圖謀淹灌壽春。朝廷下詔加楊大眼為光祿大夫，率領諸路軍馬鎮守荊山，朝廷又恢復其封邑。後來，楊大眼與蕭寶夤一起征伐淮堰（515年），不能攻克。於是就在堰上流鑿渠決水，放水沖敵，軍隊還朝之後，加封平東將軍。後來（516年），楊大眼又以本將軍出任荊州刺史。在任上，經常用蒿草捆紮成草人，給它穿上青布，張弓射擊。又召來許多蠻人，指著草人對他們說：「卿等若作賊，吾政如此相殺也。」（你們假如膽敢叛亂投敵，我的辦法就是這樣射殺掉。）又北淯郡曾經有老虎出沒為害，楊大眼與之搏鬥並擒獲了它，割下老虎的腦袋掛在鬧市上。從此，荊地蠻人互相轉告說：「楊公惡人，常作我蠻形以射之。又深山之虎尚所不免。」（楊公是個惡人，經常以蒿草紮我們形狀然後射殺。連深山老虎都難免噩運。）於是他們再也不敢為寇作盜了。518年，楊大眼任州官兩年去世。

## 死後餘波
當初，杨大眼流落營州，潘氏在洛陽，行為很是不端。等到大眼為官中山，杨大眼側室所生女兒的丈夫趙延寶跟他說了這件事，杨大眼憤怒萬分，幽閉潘氏，然後把她殺了。後來楊大眼又娶繼室元氏。楊大眼死後，甑生等人詢問印綬在哪裡，當時元氏剛剛懷孕，指著腹部對甑生等人說：「開國當我兒襲之，汝等婢子，勿有所望！」（开国子的爵位當由我儿子繼承，你們是奴婢生的儿子，不要指望！）杨甑生等人咬牙切齒。等到楊大眼喪棺將要回京師，在離城七里的城東面，營車露宿。夜裡二更時分，楊甑生等人打開大眼棺材尋找印綬，趙延寶感到奇怪而詢問，征南射死趙延寶。元氏很害怕，奔逃入水，征南又張弓射之。甑生說：「天下豈有害母之人。」（天下怎能有殺害自己母親的人。）征南作罷。於是他們取楊大眼屍體，騎在馬上抱住他，左右隨從簇擁他們叛離朝廷。荊地人畏懼甑生等人驍勇善戰，不敢苦追。甑生等人奔往襄陽，歸順梁武帝。

## 性格特徵
- 楊大眼自己雖不看書，經常要人給他讀書，自己坐在那裡聽書，聽過之後，全都能記住。上面要他寫告示，他都以口授之，所以終於認不得幾個字。楊大眼有三個兒子，長子甑生、次子領軍、三子征南，都是潘氏所生，氣度才幹都有其父氣象
- 楊大眼擅騎馬，穿著戎裝，雄偉挺拔，穿上盔甲，騰挪跳躍，靈活自如，被世人稱道。撫巡士兵，稱呼如子，看到士兵傷病，時常為之落淚傷心。身為將帥，經常身先士卒，衝突堅固陣地，出入英勇無畏，敵兵碰上他的刀刃者，無不立即身亡。南方敵人前後所派遣的督軍將帥，聽說對手是楊大眼，軍隊未渡長江，個個都害怕不已。甚至傳聞，淮泗、荊沔一帶民間有孩子啼哭的，父母一說「楊大眼至」（楊大眼來了），全都嚇得不敢哭泣。
- 王肃的弟弟王秉歸國之初，對楊大眼說：「在南聞君之名，以為眼如車輪。及見，乃不異人。」（在南邊時聽見您的名字，我以為你真的是眼睛如車輪大小。今天一見，原來與常人差不多。）楊大眼說：「旗鼓相望，瞋眸奮發，足使君目不能視，何必大如車輪。」（兩軍旗鼓相對，我楊某怒目圓睜，足以使您目不敢視，何必要眼大如車輪。）當時的人推許楊大眼的驍勇果敢，普遍認為即使關羽、張飛也不能超過他。然而征淮堰一戰，楊大眼喜怒無常，過分嚴酷地鞭打士兵，士兵們很是有些議論。有識之士認為這是性情轉移所導致的結果。

## 軼事典故
楊大眼的妻子潘氏，長於騎射，自己來到軍中看望大眼。等到攻陣遊獵的時候，楊大眼讓妻子潘氏披掛戎裝，與他一起鏖戰沙場，或是齊驅林壑之間。結束回營，一起坐於大帳之下，面對大眼眾多幕僚牙將，談笑自如。當時有人指著她對別人說：「此潘將軍也。」（這便是潘將軍。）

## 楊大眼造像記
龙门四品之一《杨大眼造像记》刻于北魏景明正始年间（500年－508年），楷书，位于洛阳龙门古阳洞，高126厘米，宽42厘米，所刻文字歌颂杨大眼军功显赫的一生。

## 家庭成員

### 祖父
- 楊難當，仇池國君主。

### 妻子
- 潘氏，生子楊甑生、楊領軍、楊征南
- 元氏

### 兒子
- 長子：楊甑生
- 次子：楊領軍
- 三子：楊征南
- 楊華

## 延伸阅读
[在维基数据编辑]
 《魏書·卷73》，出自魏收《魏书》
 《北史·卷037》，出自李延壽《北史》
 在维基共享资源阅览影像